# Olga Herlin
Olga Gustava Herlin, född 3 februari 1875 i Stockholm, död 24 april 1965 i Stockholm, var en svensk kartgravör. Hon var Sveriges första kvinnliga kartgravör. Hon introducerade nya arbetsmetoder och tjänstgjorde i närmare 50 år vid Rikets allmänna kartverk och dess föregångare.

## Biografi
Olga Herlin var första barnet av sju till kartgravören och ingenjören Claes Ewald Reinhold Herlin och hans hustru Claudia, född Sjöberg. Föräldrarna hade gift sig 1873 och familjen var då bosatt i kvarteret Skvalberget på Grev Turegatan 31 i Stockholm. Under Olga Herlins uppväxttid flyttade familjen mellan flera adresser i Stockholm.
Som fjortonåring följde Olga Herlin med sin far till Generalstabens topografiska avdelning, där han varit anställd sedan 1862. På söndagar undervisades hon av honom i terränglära och topografi samt topografisk terrängavbildning, för att sedan praktiskt inrikta sig på kartans framställande i koppargravyr med textning och terrängritning.
Från juni 1889 utförde Olga Herlin gravyrarbete i hemmet på ackord. Det första året graverade hon myr och skog på kartbladen Kebnekaise och Kaalasluspa. När hon som femtonåring slutat skolan kunde hon börja arbeta mer regelbundet och fick efter hand även utföra transporteringar, korrektur och retuscher. Fram till 1902 medverkade hon i ett femtiotal kartproduktioner, där hon graverade hela eller delar av kartor.
Transporteringen, det vill säga överföringen och förminskningen av den tecknade kartan till kopparplåten, gjordes traditionellt genom att pantografera kartan till ett färgat papper, som sedan kalkerades till ett gelatinpapper. Genom Olga Herlin förbättrades detta arbetsmoment 1901 på så sätt att kartan direkt pantograferades på gelatinpappret, från vilken bilden trycktes av på kopparplåten. Härmed reducerades antalet felkällor och arbetstiden halverades.
Från den 1 januari 1903 arvoderades Olga Herlin som extra gravör vid Rikets allmänna kartverk med en daglig arbetstid om 5 timmar. Verket hade skapats 1894 genom en sammanslagning av Generalstabens topografiska avdelning och Ekonomiska kartverket. Årlig semester fick hon dock först 1908.
År 1906 beviljade Kungl. Maj:t Olga Herlin 500 kronor i stipendium av Arbetarnas reseanslag. Syftet var fortbildning i kopparstickarkonsten och att få närmare kännedom om heliogravyrretuschering och gravyrers utförande för olika färgtryck. Mellan juni och september besökte hon kartverken i Köpenhamn, Berlin och Wien. Hennes reserapport till Kommerskollegium beskriver utförligt de metoder som användes vid dessa institutioner. Det danska sjökarteverket använde en ny metod för fällning av kopparplåten, vilken hon sedan introducerade i Sverige.
För Rikets allmänna kartverk fastställdes en stat 1912, men då den inte upptog någon kvinnlig gravör, kunde Olga Herlin inte erbjudas någon ordinarie anställning. Från 1 juli 1923 var hon upptagen som extra befattningshavare med 6 timmars daglig arbetstid men inte förrän 1927 kunde hon söka och erhålla en ordinarie befattning som gravör. Hon konstituerades den 1 februari det året till ordinarie gravör vid Rikets allmänna kartverk. Olga Herlin hade då tjänstgjort vid verket i 37 år. Omräknat till samma timtal som gällde för manliga gravörer motsvarade detta en anställningstid om 24 och ett halvt år. Trots denna långa tjänstgöringstid medgav inte det gällande avlöningsreglementet något tillgodoräknande för uppflyttning i löneklass, utan hon placerades i lägsta löneklassen inom sin lönegrad.
I februari 1927 anhöll Olga Herlin underdånigt till Kungl. Maj:t att få tillgodoräkna sig tidigare tjänstgöring för uppflyttning i löneklass, något som också skulle medge att hon skulle kunna erhålla pension. En majoritet av Allmänna civilförvaltningens lönenämnd tillstyrkte, medan ordföranden avstyrkte. Så blev också regeringens beslut.
I första kammaren 1928 motionerade riksdagsledamoten Kerstin Hesselgren för att Olga Herlin skulle få tillgodoräkna sig halva tjänstgöringstiden för att kunna uppflyttas i löneklass. Kerstin Hesselgren underströk det orimliga i att en betydligt yngre gravör skulle avlönas bättre än den med 37 år bakom sig i yrket. Det var först med 1923 års behörighetslag som alla offentliga och statliga tjänster hade öppnats för kvinnor. Hade detta skett tidigare hade Olga Herlin kunnat tillgodoräkna sig sin föregående tjänstetid. Jordbruksutskottet fann förslaget behjärtansvärt men ansåg att det var regeringens uppgift att avgöra. I kammaren vädjade Kerstin Hesselgren till Kungl. Maj:t att uppta detta ärende som nu hade stöd av riksdagen. Genom Kartverkets regleringsbrev i juni 1929 uppflyttades Olga Herlin till en högre löneklass.
Från den 1 januari 1935 beviljades Olga Herlin avsked och berättigades till pension. Samma månad tilldelades hon för sin långa, väl vitsordade tjänst medaljen För nit och redlighet i rikets tjänst i guld av femte storleken. Hon släppte inte sticklarna utan åtog sig gravyr- och retuscharbeten ända fram till 1940.
Olga Herlin var känd som en synnerligen framstående och skicklig kartgravör. Svåra arbeten färdigställde hon på ett förtjänstfullt sätt och de kopparplåtar hon graverade är lätt igenkännliga. Många gånger gjorde hon klart likartade arbeten snabbare än sina manliga kollegor. Som första kvinna valdes hon in i Kartografiska sällskapet 1920.
Olga Herlin bildade aldrig någon familj. Hon avled den 24 april 1965, boende på Östermalmsgatan 82 i Hedvig Eleonora församling i Stockholm. Hon är begravd i familjegraven på Norra begravningsplatsen i Solna.